# 白喉带鹀
白喉带鹀（Zonotrichia albicollis）是雀形目鹀科帶鹀屬的一种雀鳥。又稱白喉麻雀、加拿大麻雀。其种加词“albicollis”意为“白色的脖子”。

## 描述
白喉带鹀的长度为17厘米（6.75英寸），翼展为23厘米（9英寸），通常重量为26克（0.91盎司）。 屬小型鳴禽。成鸟有两个变种，一种为棕褐色条纹，另一种为白色条纹，白色变种为黑冠带有白色条纹、眉纹也是白色、耳羽为灰色、眼圈为黑色。 棕褐色变种为黑冠带有棕褐色条纹，眉纹也是棕褐色、耳羽为灰色、眼圈为棕褐色。两个变种都有黑色的眼睛，白色喉部，黄色眼端和灰色尾羽。有些品种或个体可能在喉部亮色有黑色条纹。
胸部有灰色/棕褐色条纹，条纹一直延续到侧翼，但腹部通常是浅灰色。翅膀为红褐色，有两条白色条纹。两性形态相似。
通常棲息於半開放的地區的灌木叢，主以草子、種子、果實等植物性食物為食，也吃昆蟲和蜘蛛。
它们几乎总是相反颜色配对繁殖。这两个颜色的变种数量上大致相等。无论雄性还是雌性，白色条纹的变种在繁殖季节比棕褐色条纹变种更好斗。
非繁殖期常集群活動，繁殖期由雌鳥在地面或樹上、灌叢內築碗狀巢，卵藍綠色或淡綠色，12至14天孵化。雄鳥幫助餵養雛鳥。

## 行为
白喉带鹀生活在中部加拿大和新英格兰。它们在地面上或者落叶或混合林灌木筑巢，每次产3-5枚蛋。
白喉帶鵐是北美分布的物種。主要分布於加拿大、墨西哥、波多黎各、圣皮埃尔和密克隆和美國。遷徒至阿魯巴、丹麥、直布羅陀、冰島、荷屬安的列斯群島和英國。這種鳥在西歐很罕見。
冬季，它迁移至美国南部和东部。它在加拿大的沿大西洋省份停留全年。
这白喉带鹀在灌木丛下或接近地面低植被区域觅食。它们主要吃种子、昆虫和浆果。

## 繁殖方式
白喉帶鵐繁殖季節外，和其他雀鵐科物種混合成大群活動，其中主要有白冠帶鵐和暗眼燈草鵐。它們是候鳥，短期或中期遷徙。從9月離開自己的住地，遷移到美國南部，一些流浪達到歐洲，特別是在英倫三島。春天返回出生地。在地面上或者落葉林或溫帶闊葉混合林灌木築巢，繁殖期是5月至8月，在地面上建巢，通常隱藏在植被的凹陷處，鳥巢一般建在樹或樹樁下，這樣雙親棲息時便於瞭望監測環境和天敵，以確保鳥巢的安全。巢用草、樹枝、樹皮、松針和苔蘚構築，內部軟草和毛髮。雌鳥產3-5個卵，淡藍色或綠色，有許多褐色或白色斑點。由雌鳥單獨孵化，持續12至14天。幼鳥離巢期約7至12天。

## 外部連結
- White-throated Sparrow （页面存档备份，存于） - Smithsonian Migratory Bird Center
- White-throated Sparrow Species Account （页面存档备份，存于） - Cornell Lab of Ornithology
- White-throated Sparrow - Zonotrichia albicollis（页面存档备份，存于） - USGS Patuxent Bird Identification InfoCenter
- White-throated Sparrow Information and Photos （页面存档备份，存于） - South Dakota Birds and Birding
- Stamps （页面存档备份，存于）
- 互聯網鳥類收藏上有关白喉帶鵐的錄像、照片和音頻
- VIREO上白喉帶鵐的圖片
- White-throated Sparrow, Birds of Nova Scotia
- 白喉带鹀的歌聲 （页面存档备份，存于）